# ジャッカスバーク

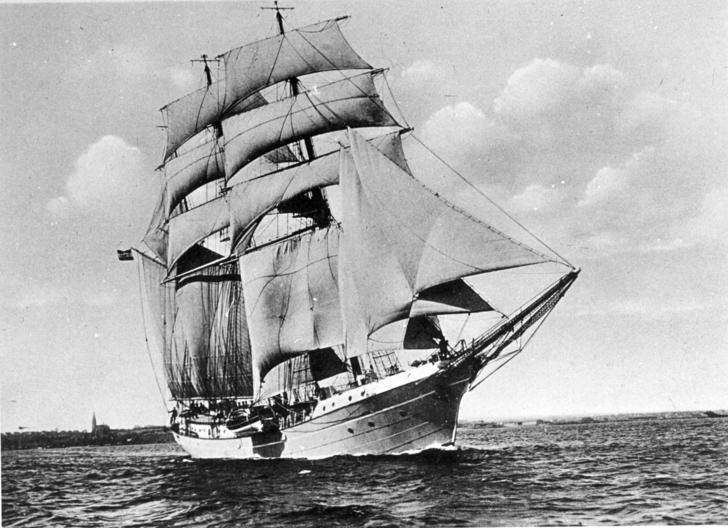
ジャッカスバークの帆装を持つドイツ海軍の演習艇Niobe

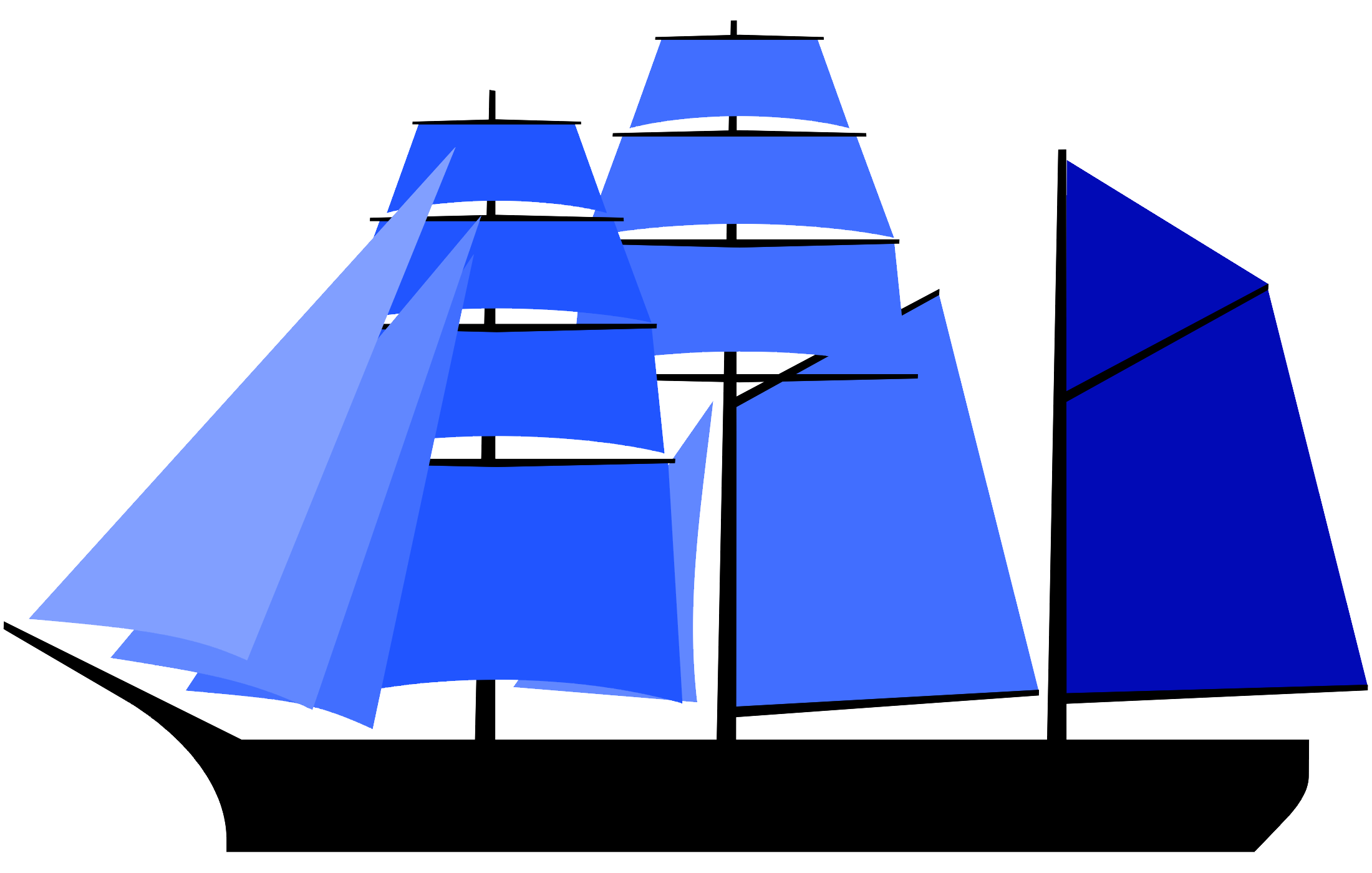
3本マストのジャッカスバーク

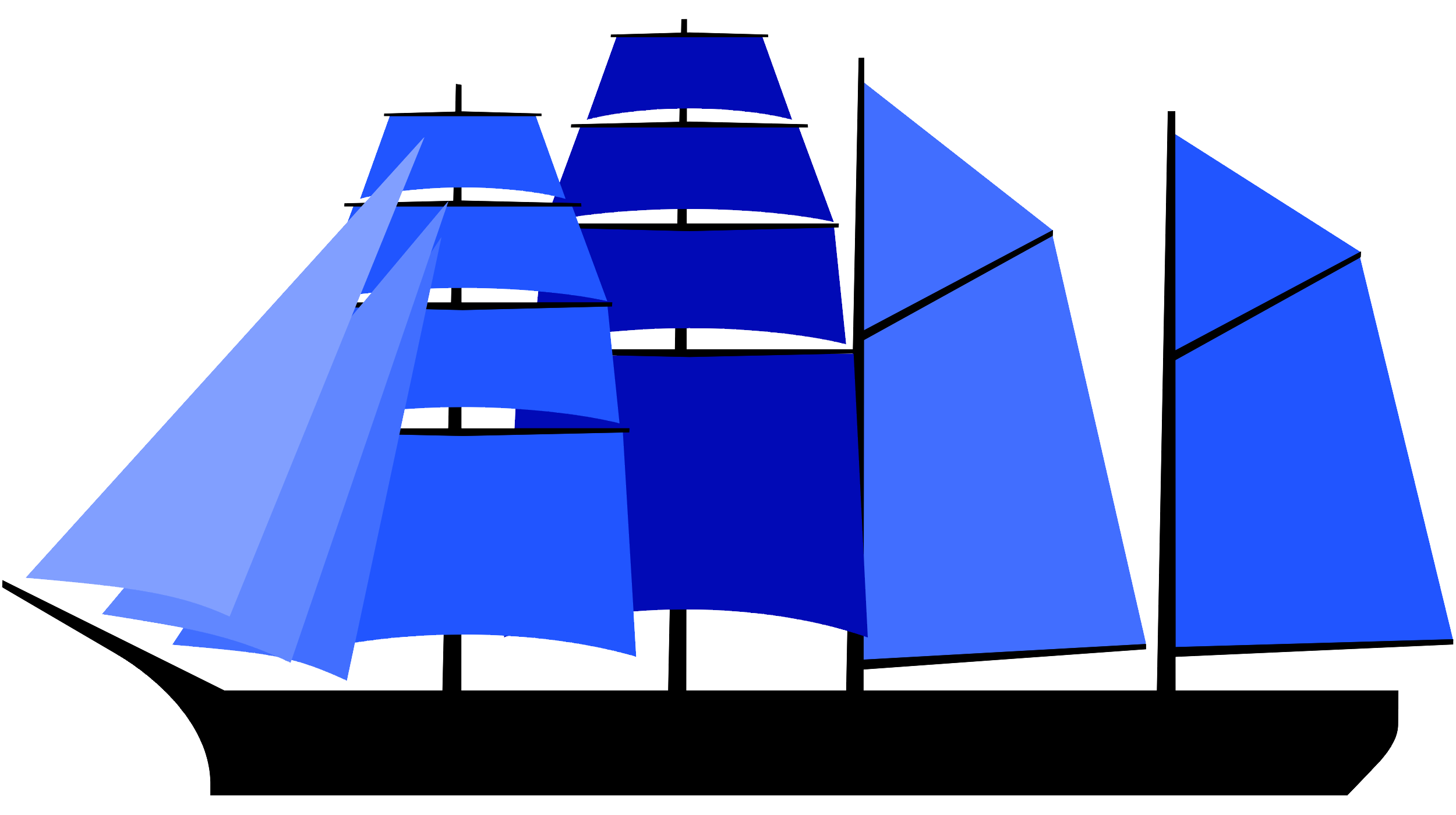
4本マストのジャッカスバーク

ジャッカスバーク（jackass-barque、jackass bark）とは、3本以上のマストを持つ帆船で、一般に縦帆と横帆が半分ずつ張られている。
3本マストの場合は、フォアマストは全て横帆、メインマストはコースセイルが縦帆でその他は横帆、ミズンマストは全て縦帆が張られる。4本マストの場合は、フォアマストとメインマストは全て横帆、ミズンマストとジガーマストは全て縦帆が張られる。19世紀には、この船は「a fore-and-aft schooner chasing a brig（ブリッグを追いかけるスクーナー）」と呼ばれた。
4本マストのジャッカスバークでよく知られているのは、1892年にメイン州のバースにあるNew England Ship Building Co,の造船所で、W.H.ベス大尉のために造られたオリンピック号である。オリンピック号はフォアマストとメインマストの両方にトップマストに2枚、トガンマストに1枚の横帆を持ち、メインマストにはロイヤルセイルとスカイセイルを持っていた。ギブズ大尉によってホーン岬経由でニューヨークまでの渡航がオリンピック号の処女航海であった。その後何年間も鋼や硝酸塩を運び、ハワイ、カリフォルニア州、オーストラリアなどと砂糖の貿易を行った。第一次世界大戦中には材木の取引に利用され、その頃の帆装は4本マストのバーケンティンと同様であった。戦後は帆船の需要は失われ、30年間使われることはなく、艀へと用途を変えた。
5本マストのジャッカスバークは今まで建造されることはなかったが、もし建造されるならばフォアマストとメインマストは全てが横帆、ミズンマストは横帆と縦帆が半分ずつ、ジガーマストとスパンカーマストは全て横帆を持つと推測される。